# 杰西卡·霍普顿
杰西卡·霍普顿（英語：Jessica Hopton，1996年11月28日—），英格蘭女子羽毛球運動員。

## 簡歷
2015年12月，杰西卡·霍普顿出戰愛爾蘭羽毛球公開賽，與维多利亚·威廉斯合作打進女子雙打比賽四強。

## 主要比賽成績
只列出曾進入準決賽的國際賽事成績：
| 年份   | 賽事                   | 公開賽級別 | 項目     | 拍檔            | 成績   |
| ------ | ---------------------- | ---------- | -------- | --------------- | ------ |
| 2015年 | 歐洲青年羽毛球錦標賽   | 其他       | 混合團體 | －              | 亞軍   |
| 2015年 | 愛爾蘭羽毛球公開賽     | 國際挑戰賽 | 女子雙打 | 维多利亚·威廉斯 | 準決賽 |
| 2017年 | 威爾斯羽毛球國際賽     | 未來系列賽 | 女子雙打 | Atu Rosalina    | 準決賽 |
| 2017年 | 威爾斯羽毛球國際賽     | 未來系列賽 | 混合雙打 | 迈克尔·罗伊     | 冠軍   |
| 2018年 | 愛沙尼亞羽毛球國際賽   | 國際系列賽 | 女子雙打 | 珍妮·穆尔       | 亞軍   |
| 2018年 | 葡萄牙羽毛球國際賽     | 國際系列賽 | 混合雙打 | 迈克尔·罗伊     | 準決賽 |
| 2018年 | 希臘羽毛球國際賽       | 未來系列賽 | 混合雙打 | 迈克尔·罗伊     | 亞軍   |
| 2018年 | 斯洛文尼亞羽毛球國際賽 | 國際系列賽 | 女子雙打 | 珍妮·穆尔       | 準決賽 |
| 2018年 | 愛爾蘭羽毛球公開賽     | 國際系列賽 | 女子雙打 | 维多利亚·威廉斯 | 亞軍   |
| 2018年 | 愛爾蘭羽毛球公開賽     | 國際系列賽 | 混合雙打 | 迈克尔·罗伊     | 準決賽 |
| 2019年 | 保加利亞羽毛球公開賽   | 國際系列賽 | 混合雙打 | 馬克斯·弗林     | 準決賽 |
| 2021年 | 葡萄牙羽毛球國際賽     | 國際系列賽 | 女子雙打 | 傑西卡·皮尤     | 準決賽 |
| 2021年 | 西班牙羽毛球國際賽     | 國際挑戰賽 | 女子雙打 | 傑西卡·皮尤     | 準決賽 |

| 2007-2017年 | 首要超級賽 | 超級賽 | 黃金大獎賽 | 大獎賽 | 國際挑戰賽 | 國際系列賽 | 未來系列賽 | 其他 |

| 2018-2026年 | 總決賽 | 超級1000賽 | 超級750賽 | 超級500賽 | 超級300賽 | 超級100賽 | 國際挑戰賽 | 國際系列賽 | 未來系列賽 | 其他 |